# 57 f.Kr.
| 57 f.Kr.           |
| ------------------ |
| Dødsfald - Fødsler |

## Begivenheder
- Gallernes krig mod romerne fase 1.